# Linea Chūō-Sōbu
La Linea Chūō-Sōbu (中央・総武緩行線?, Chūō Sōbu Kankō-sen) è un servizio ferroviario che percorre le linee Chūō e Sōbu a scartamento ridotto e attraversa da est a ovest il centro di Tokyo, collegandola con le periferie. Il termine "Kankō" (lett. "andamento lento") viene usato per distinguerla dai treni della linea Rapida Chūō che percorre gli stessi binari.

## Servizi
- Ad eccetto di alcuni treni espressi limitati e alcuni treni stagionali, tutti i treni del servizio fermano a tutte le stazioni.
- Alcuni treni della linea Tōzai della metropolitana di Tokyo percorrono tratti della linea la mattina e la sera (a ovest da Nakano a Mitaka e ad est da Nishi-Funabashi a Tsudanuma).

## Percorso
○: Fermata; |: Passaggio; △: Non ferma nei festivi.
| Linea ufficiale                     | Stazione          | in Giapponese | Chūō Rapida       | Sōbu Rapida               | Tokyo Metro Linea Tōzai                      | Città Prefettura     |
| Linea Principale Chūō               | Mitaka            | 三鷹          | ○                 |                           | ○                                            | Mitaka, Tokyo        |
| Linea Principale Chūō               | Kichijōji         | 吉祥寺        | ○                 |                           | ○                                            | Musashino, Tokyo     |
| Linea Principale Chūō               | Nishi-Ogikubo     | 西荻窪        | △                 |                           | ○                                            | Suginami, Tokyo      |
| Linea Principale Chūō               | Ogikubo           | 荻窪          | ○                 |                           | ○                                            | Suginami, Tokyo      |
| Linea Principale Chūō               | Asagaya           | 阿佐ヶ谷      | △                 |                           | ○                                            | Suginami, Tokyo      |
| Linea Principale Chūō               | Kōenji            | 高円寺        | △                 |                           | ○                                            | Suginami, Tokyo      |
| Linea Principale Chūō               | Nakano            | 中野          | ○                 |                           | ○                                            | Nakano, Tokyo        |
| Linea Principale Chūō               | Higashi-Nakano    | 東中野        | \|                |                           | Via Linea Tozai tra Nakano e Nishi-Funabashi | Nakano, Tokyo        |
| Linea Principale Chūō               | Ōkubo             | 大久保        | \|                |                           | Via Linea Tozai tra Nakano e Nishi-Funabashi | Shinjuku, Tokyo      |
| Linea Principale Chūō               | Shinjuku          | 新宿          | ○                 |                           | Via Linea Tozai tra Nakano e Nishi-Funabashi | Shinjuku, Tokyo      |
| Yamanote                            | Yoyogi            | 代々木        | \|                |                           | Via Linea Tozai tra Nakano e Nishi-Funabashi | Shibuya, Tokyo       |
| Linea Principale Chūō               | Sendagaya         | 千駄ヶ谷      | \|                |                           | Via Linea Tozai tra Nakano e Nishi-Funabashi | Shibuya, Tokyo       |
| Linea Principale Chūō               | Shinanomachi      | 信濃町        | \|                |                           | Via Linea Tozai tra Nakano e Nishi-Funabashi | Shinjuku, Tokyo      |
| Linea Principale Chūō               | Yotsuya           | 四ッ谷        | ○                 |                           | Via Linea Tozai tra Nakano e Nishi-Funabashi | Chiyoda, Tokyo       |
| Linea Principale Chūō               | Ichigaya          | 市ヶ谷        | \|                |                           | Via Linea Tozai tra Nakano e Nishi-Funabashi | Chiyoda, Tokyo       |
| Linea Principale Chūō               | Iidabashi         | 飯田橋        | \|                |                           | (○) (via linea Tozai)                        | Chiyoda, Tokyo       |
| Linea Principale Chūō               | Suidōbashi        | 水道橋        | \|                |                           | run via linea Tozai                          | Chiyoda, Tokyo       |
| Linea Principale Chūō               | Ochanomizu        | 御茶ノ水      | ○                 |                           | run via linea Tozai                          | Chiyoda, Tokyo       |
| Linea Principale Chūō               | Akihabara         | 秋葉原        | per Kanda e Tokyo | da Tokyo e linea Yokosuka | run via linea Tozai                          | Chiyoda, Tokyo       |
| Linea principale Sōbu (Branch Line) | Asakusabashi      | 浅草橋        | per Kanda e Tokyo | da Tokyo e linea Yokosuka | run via linea Tozai                          | Taito, Tokyo         |
| Linea principale Sōbu (Branch Line) | Ryōgoku           | 両国          | per Kanda e Tokyo | da Tokyo e linea Yokosuka | run via linea Tozai                          | Sumida, Tokyo        |
| Linea principale Sōbu (Branch Line) | Kinshichō         | 錦糸町        |                   | ○                         | run via linea Tozai                          | Sumida, Tokyo        |
| Linea principale Sōbu               | Kameido           | 亀戸          |                   | \|                        | run via linea Tozai                          | Koto, Tokyo          |
| Linea principale Sōbu               | Hirai             | 平井          |                   | \|                        | run via linea Tozai                          | Edogawa, Tokyo       |
| Linea principale Sōbu               | Shin-Koiwa        | 新小岩        |                   | ○                         | run via linea Tozai                          | Katsushika, Tokyo    |
| Linea principale Sōbu               | Koiwa             | 小岩          |                   | \|                        | run via linea Tozai                          | Edogawa, Tokyo       |
| Linea principale Sōbu               | Ichikawa          | 市川          |                   | ○                         | run via linea Tozai                          | Ichikawa, Chiba      |
| Linea principale Sōbu               | Motoyawata        | 本八幡        |                   | \|                        | run via linea Tozai                          | Ichikawa, Chiba      |
| Linea principale Sōbu               | Shimōsa-Nakayama  | 下総中山      |                   | \|                        | run via linea Tozai                          | Funabashi, Chiba     |
| Linea principale Sōbu               | Nishi-Funabashi   | 西船橋        |                   | \|                        | ○ (Fine principale)                          | Funabashi, Chiba     |
| Linea principale Sōbu               | Funabashi         | 船橋          |                   | ○                         | ○                                            | Funabashi, Chiba     |
| Linea principale Sōbu               | Higashi-Funabashi | 東船橋        |                   | \|                        | ○                                            | Funabashi, Chiba     |
| Linea principale Sōbu               | Tsudanuma         | 津田沼        |                   | ○                         | ○ (Fine estensione)                          | Narashino, Chiba     |
| Linea principale Sōbu               | Makuhari-Hongō    | 幕張本郷      |                   | \|                        |                                              | Hanamigawa-ku, Chiba |
| Linea principale Sōbu               | Makuhari          | 幕張          |                   | \|                        |                                              | Hanamigawa-ku, Chiba |
| Linea principale Sōbu               | Shin-Kemigawa     | 新検見川      |                   | \|                        |                                              | Hanamigawa-ku, Chiba |
| Linea principale Sōbu               | Inage             | 稲毛          |                   | ○                         | Inage-ku, Chiba                              |                      |
| Linea principale Sōbu               | Nishi-Chiba       | 西千葉        |                   | \|                        | Chūō-ku, Chiba                               |                      |
| Linea principale Sōbu               | Chiba             | 千葉          |                   | ○                         | Chūō-ku, Chiba                               |                      |